# Мария Кристина Австрийская (1574—1621)
Мария Кристина Австрийская (нем. Maria Christina von Österreich, венг. Mária Krisztierna Ausztriai; 10 ноября 1574, Грац, эрцгерцогство Австрия — 6 апреля 1621, Халль-ин-Тироль, графство Тироль) — принцесса из дома Габсбургов, урождённая эрцгерцогиня Австрийская, дочь Карла II, эрцгерцога Австрии. Супруга князя Жигмонда Батори; в замужестве — княгиня Трансильвании. После развода удалилась в монастырь Святейшего Сердца в Халль-ин-Тироле, где приняла постриг и затем была избрана настоятельницей.

## Биография
Мария Кристина родилась в Граце 10 ноября 1574 года. Она была третьим ребёнком и второй дочерью в многодетной семье Карла II, эрцгерцога Австрии и Марии Анны Баварской, принцессы из дома Виттельсбахов. По линии отца эрцгерцогиня приходилась внучкой Фердинанду I, императору Священной Римской империи, и Анне Богемской и Венгерской, наследнице тронов королевств Чехии и Венгрии из дома Ягеллонов. По линии матери она была внучкой Альбрехта V, герцога Баварии, и Анны Австрийской, принцессы Венгерской и Чешской из дома Габсбургов.
7 февраля 1595 года в Граце сторонами было подписано официальное заявление об браке Марии Кристины и Жигмонда Батори, князя Трансильвании. Последний был представлен своим канцлером Иштваном Бочкаи. 15 июня того же года невеста в сопровождении матери, князя-епископа Георга Лаванта и шести тысяч всадников выехала к жениху. В Кашау она заболела лихорадкой, что привело к задержке в пути. Церемония бракосочетания состоялась в Вейссенбурге 6 августа 1595 года. По окончании свадебных торжеств, Мария Кристина переехала в Трансильванское княжество.
Брак носил политический характер и обещал большие выгоды жениху, бывшему вассалу Османской империи, стремившемуся к более тесным связям со Священной Римской империей. Император Рудольф II произвёл Жигмонда в князья Священной Римской империи и обеспечил ему владение Трансильванией, даже если его брак с двоюродной сестрой императора останется без потомства. Соглашение было ратифицировано 16 января 1595 года венгерским парламентом в Братиславе.
Тем не менее брак Марии Кристины и Жигмонда оказался совершенно несчастным. После неудачной брачной ночи князь отказался консуммировать брак и отправил супругу в замок Ковар, где она безвыездно находилась до 18 апреля 1598 года, когда местная знать избрала её суверенной княгиней Трансильвании вместо отрекшегося от престола мужа. Правление Марии Кристины носило формальный характер. Император Рудольф II послал своих наместников, которые и правили княжеством. 20 августа 1598 года Жигмонд Батори вернул себе власть и снова отослал жену в замок Ковар. Когда в марте 1599 года он отрёкся от трона во второй раз, в апреле Мария Кристина смогла покинуть Трансильванское княжество и вернулась на родину.
17 августа 1599 года римский папа Климент VIII признал брак Марии Кристины и Жигмонда недействительным. В 1607 году она присоединилась к своей младшей сестре Элеоноре в монастыре Святейшего Сердца в Халль-ин-Тироле, где приняла монашество и позднее была избрана настоятельницей. Мария Кристина умерла в монастыре 6 апреля 1621 года.

## Комментарии
1. ↑  В некоторых источниках она указана как Мария Кристиэрна (нем. Maria Christierna)[1].